# Eurytoma imminuta
Eurytoma imminuta är en stekelart som beskrevs av Bugbee 1951. Eurytoma imminuta ingår i släktet Eurytoma och familjen kragglanssteklar. Inga underarter finns listade i Catalogue of Life.